# アレッシア・ジェンナーリ
アレッシア・ジェンナーリ（Alessia Gennari、1991年11月3日 - ）は、イタリアの女子バレーボール選手。

## 来歴
パルマ出身。2005年からバレーボール選手としてのキャリアを開始。ジュニアのイタリア代表などでも活躍し、2007年に行われたジュニア欧州選手権で銅メダルを獲得した。
2011年、イタリア代表に初選出される。2013年より本格的に代表で活躍し、同年の地中海競技大会で優勝、8月のFIVBワールドグランプリではリベロとして出場した。同年9月の欧州選手権にも出場した。2016年8月のリオ五輪に出場した。
2024-25シーズンはアメリカのリーグ・ワン・バレーボールでプレーする。

## 球歴
- オリンピック - 2016年
- 欧州選手権 - 2013年
- ワールドグランプリ - 2013年、2015年、2016年

## 所属クラブ
- SDP Sassuolo (2005-2006年)
- Sassuolo Volley (2006-2009年）
- Volley Cadelbosco (2009-2011年）
- Pallavolo Pavia (2011-2012年）
- River Volley (2012-2013年）
- Chieri Torino VC (2013年）
- カザルマッジョーレ (2013-2015年）
- バレー・ベルガモ（2015-2017年）
- FVブスト・アルシーツィオ（2017-2021年）
- パッラヴォーロ・モンツァ（2021-2022年）
- イモコ・コネリアーノ（2022-2024年）
- LOVBオースティン（2024年-）